# Vjazmai csata
A  vjazmai csata 1812. november 3-án zajlott le. Az ütközetben a Grande Armée utóvédje (francia-német-lengyel-olasz csapatokból álló) szenvedett vereséget a Mihail Andrejevics Miloradovics vezette orosz erőktől. Bár a franciák meghiúsították Miloradovics  kísérletét, hogy bekerítse és megsemmisítse Louis Nicolas Davout hadtestét, mégis visszavonultak a szörnyű állapotban lévő, beteg katonák, és a folyamatos orosz támadások miatt. Ez a visszavonulás nem volt katasztrofális, mégis zavaró hatásssal bírt a Grande Armée számára.

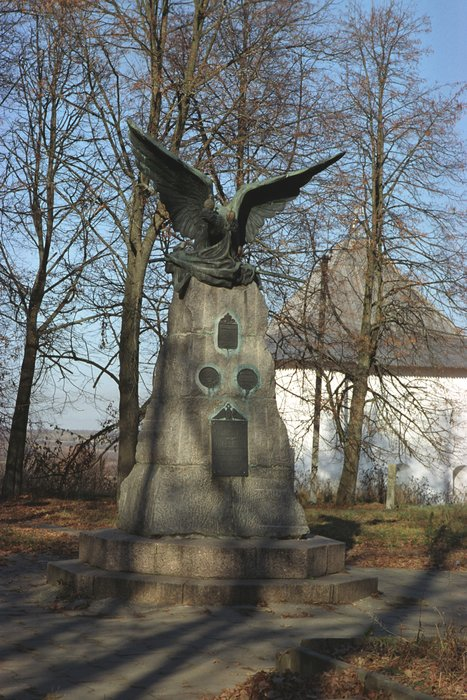
A csata emlékműve

## Előzmények
Két héttel a vjazmai csata előtt a francia császár elkezdte a visszavonulást Moszkvából, mert ez a város mélyen elzárva ellenséges területen feküdt , és így nem volt alkalmas arra, hogy hadserege téli kvártélya legyen.
Napóleon célja ekkor a visszavonulás volt, hogy a Grande Armée-t a legközelebbi nagyobb depóhoz, Szmolenszkhez vezesse, ami 270 mérföldre (430 km) nyugatra helyezkedett el Moszkvától. A hadjáratot a következő év tavaszán akarta újrakezdeni.
A franciák október 18-án hagyták el Moszkvát, és miután a déli útvonalon Szmolenszkhez megtámadták őket, a malojaroszlaveci csatában (október 24.), kénytelen voltak visszavonulni ugyanazon az úton, amit a támadás során használtak. Ez a terület a "felperzselt föld" taktikáját követő oroszok miatt a pusztulást, nyomort és lemorzsolódást hozta a visszavonuló Grande Armée-nak. Az éhezés a franciák soraiban demoralizálódáshoz és zavarhoz vezetett .
November 3-án, a vjazmai csata napján, a visszavonuló Grande Armée 60 mérföld (97 km) hosszú oszlopban menetelt. A hadoszlop élén Junot a VIII. hadtesttel Dorogobuzsnál tartott, Davout I. hadteste, mint a hadsereg utóvédje a sereg végén keletre Vjazmától helyezkedett el. E két végpont között nyugat-keleti irányba araszolt előre: a Császári Gárda, Murat olasz-francia hadosztálya, Ney a III. német és francia hadtesttel, Poniatowski az V. lengyel hadtesttel, Eugene de Beauharnais  IV. hadtesttel.
A francia visszavonulást zaklatták a kozák támadások, elsősorban Davout hadosztálya volt különösen kitéve az orosz támadásnak. November 2-án Napóleon elégedetlensége nőtt Davout hátvédjének tevékenysége miatt, elrendelte, hogy Ney maradjon Vjazmánál. Eugene de Beauharnais, Poniatowski és Davout előzzék meg és ő vállalja a hátvéd feladatait magára.
Az oroszok eközben három csoportban üldöző csoportot szerveztek a francia sereg nyomában.
Elsőként Platov atamán 5000 kozákjának kellett szorongatnia Davout-t. Ez a sereget támogatta Ivan Paszkevics tábornok 26. hadosztálya 4000 katonával. Kissé délre menetelt Miloradovics tábornok a II. és IV. gyalogsági hadtest 14.000 katonájával, a II. és III. lovassági hadtesttel, amely összesen 3500 főből állt. Miloradovics összehangolta tevékenységét minden sereggel, köztük a Platovval és Paskeviccsel is.
Az orosz hadsereg többi, fő része mintegy 70.000 katona, Mihail Kutuzovval az élen tovább menetelt délebbre.
November 2-án este a felderítők azt közölték Miloradoviccsal visszatérve a Szmolenszk-Moszkva útról, hogy Davout hadteste leszakadt a többiektől és Fedorovszkojétől keletre, míg a többi francia egység : Eugene de Beauharnais és Poniatowski Vjazmától nyugatra helyezkedik el. Felismerve a lehetőséget, hogy elkülönítse és megsemmisítse Davout hadtestét, a támadásra éhes Miloradovics másnap reggelre támadást rendelt el Korf és Sziversz lovasságával együtt.

## A csata

### Az orosz lovassági támadás
November 3-án reggel nyolc órakor Miloradovics lovassága megtámadta a hosszú úton szétzilált, rendezetlen francia hadoszlopot, azon az úton, ami elválasztotta Davout erőit Eugène de Beauharnais és Poniatowszki hadtestétől. Az orosz parancsnok a tüzérségét a közeli magaslatokon helyezte el és megkezdte az ágyúzást.A támadás teljes sikert aratott, mert elfoglalták a francia IV. hadtest poggyászszállítmányát és a franciák rendezetlenül menekültek. Miloradovich gyalogosai és lovas tüzérsége elfoglalta az utat, és ezzel Davout seregét elvágta a francia hadsereg többi részétől.
Egyidőben azzal, hogy Miloradovics  nyugatról intézett támadást Davout ellen, Platov kozákjai keletről rohamozták meg a franciákat, Paskevics erőivel támogatva. Davout a gyalogsági négyszögekkel próbálta visszaverni  Platov és Paskevics támadását, s a tüzérei meg próbálták viszonozni a tüzet. A 14000 kimerült, az éhségtől gyötört franciát a teljes megsemmisítés veszélye fenyegette.

### Eugène de Beauharnaisherceg ellentámadása
Davout szerencséjére akadt egy gyenge pont az orosz támadási tervben, az, hogy az orosz lovasság már megtámadta az Vjazma-Fedorovszkoje utat reggel anélkül, hogy a II. és IV. gyalogsági hadtest (Württemberg és Osztermann - Tolsztoj) támogatta volna őket. Ezek délről nem voltak képesek elérni a csatateret 10 óráig, csak két órával az akció kezdete után. Miloradovics, félve attól, hogy csökken a távolság Davout és a többi a francia hadsereg rész között, úgy érezte, hogy az lenne célszerű, hogy lovassági támadást indítson, anélkül, hogy kiadná a gyalogsági ütőerőt a kezéből. Gyalogság hiányában  Miloradovics lovasságát veszélyeztethette egy francia ellentámadás.
Így Davout helyzete jobbra fordult. A gyalogosai keletre zavarták Platov és Paszkevics katonáit az állandó, fegyelmezett puskatűzzel. Ennél is fontosabb, hogy Eugène herceg meghallotta az ágyútüzet Davout harcálláspontja felől, hátulról, és azonnal elrendelte az ellentámadást Miloradovics ellen és visszafoglalta a Vjazma - Fedorovszkoje utat.
Eugène ellentámadása Miloradovics utóvédjét érte Davout serege mögött. Az ellentámadásban Eugène két olasz hadosztálya, a lengyelek Poniatowski vezette V. hadteste és egy ezred a Ney hadtestéből vett részt. Davout, látva, hogy ezek a csapatok az ő  megmentésére érkeztek, gyalogosait támadásba küldte.  Miloradovics lovassága és gyalogezredének kis része, amit már keletről és nyugatról is támadás ért, teljesen lehátrált az útról.
Eugène ellentámadásának köszönhetően átjáró nyílt a Vjazma - Fedorovszkoje-i úton, Davout folytathatta útját.

### Miloradovics átszervezi seregét

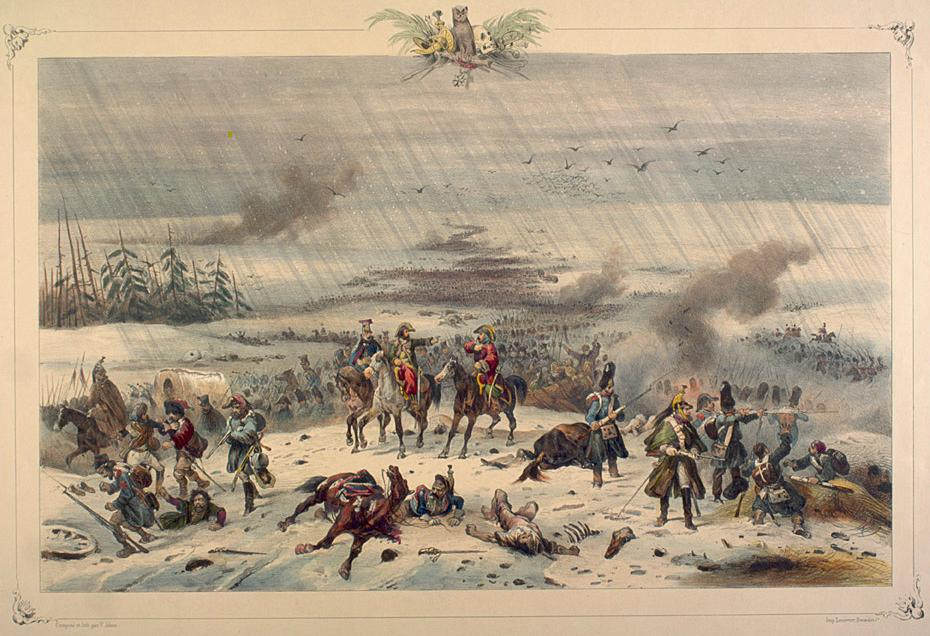

Az oroszokat ekkor már mindenhonnan visszaverték, de a csata vége még messze volt. Miután visszahúzódott Eugène támadásától, Miloradovics elrendelte csapatainak, hogy álljanak fel párhuzamosan az úttal. Kemény ágyúzás kezdődött Davout csapatai ellen és azok  Vjazma felé vonultak vissza. Davout tüzérsége nem volt képes hatékonyan válaszolni az oroszok tüzére és pánik tört ki a katonák körében.
Louis-Philippe de Ségur a csata megfigyelője így írta le a harcot: "... Zavar uralkodott az I. hadtestben. A hirtelen manőver, a meglepetés, és különösen a tragikus példa arra, amikor a ló nélküli, fegyvertelen lovasság fut fel és le a vak rémületben, elhagyva magát. Ez a látvány az ellenséget arra ösztönözte, hogy teljesen biztos lehet a győzelmében. A tüzérségük volt a fő erősségük, lőállásba vágtattak és tüzet nyitottak sorainkra, amelyeket lekaszáltak, mert a saját tüzérségünk, mint a csiga, olyan lassan vánszorgott vissza Vjazmától."
Az orosz tüzérségi tűz hatalmas veszteségeket okozott Davout erőinek, akik elhagyva az utat, a nyílt terepen igyekeztek Eugène herceg erői felé, a remélt biztonságba. Tíz órakor megérkezett Miloradovics gyalogsága és a franciák szétlőtt hadteste biztonságot talált Eugène harcálláspontja mögött. De a herceg csapatai is meghátráltak az oroszok nyomása alatt. Sir Robert Wilson, angol tábornok, aki megfigyelőként tartózkodott az orosz oldalon, a következő módon írta le a harcot:
"Az orosz gyalogság többi része (Eugene Württemberg és az Ostermann-Tolsztoj) megérkezett, Miloradovics megújult erővel indított támadást kiváló és csodálatosan szolgáló tüzérsége védelmével. Az ellenség visszahúzódott Rjavec és a Rieaupiere, a második álláspont közé, majd onnan, amikor fenyegették mindkét szárnyát, Vjazmától erősítettést kaptak: a két olasz hadosztályt, az Olasz Gárdát, és Ney hadtestét. " 
Segur gróf, a francia oldalról megállapította, hogy az orosz tüzérség és puskatűz "félelmetesen hatékony".
Délután kettőkor Davout, Beauharnais és Poniatowszki tanácskozott, megállapították, hogy győzelemre nincs lehetőség, mivel az orosz támadás felbomlasztotta a sorokat, így a három hadtest visszavonult Vjazmától.
Miloradovics sürgősen  erősítést kért Kutuzovtól, mert felismerte, hogy a franciákat egy döntő nagy csatában meg tudná semmisíteni. Kutuzov, aki elérhető távolságon belül volt, (20 mérföldre (32 km)), csak  Uvarov 3000 vértesét küldte és senki mást.

### A végső orosz roham Vjazmánál
Hajnali 4 óra után a harcok átterjedtek magára a városra is, ami több helyen a lángok martaléka lett. Ekkor Csoglokov tábornok gyalogsága (Osztermann-Tolsztoj hadosztályából), valamint Platov kozák különítménye is bekapcsolódtak az utcai harcokba. A franciák keményen tartották magukat kétségbeesett harcot folytatva, hogy az oroszokat kiszorítsák, amíg evakuálják a várost.
Este nyolc órakor a harc véget ért. Davout, Beauharnais , és Poniatowski visszavonult Vjazmától nyugatra, összetörten de biztonságos helyre. Ney utóvédje utolsóként hagyta el a várost, súlyos veszteségeket szenvedve a végső szuronyrohammal küzdő orosz gránátosoktól.
Annak érdekében, hogy fedezzék a visszavonulást, a franciák Vjazma nagy részét felgyújtották, amiben sok sebesült mindkét oldalról halálra égett.  Még rosszabb, hogy a franciák civileket és orosz foglyokat zártak  be az  épületekbe, mielőtt felgyújtották volna azokat. Az orosz csapatok beözönlöttek a városba, így meg tudtak menteni néhány ilyen áldozatot.
Aznap este Ney hadosztálya továbbra is a  város nyugati külvárosában próbálta megállítani az oroszokat. Azonban, mivel az oroszok támadása nagy veszélyt jelentett, hajnal előtt folytatták a visszavonulást annak érdekében, hogy a veszteséget csökkentsék.
A következő napon  a visszavonulás mentén az úton mérföldeken át az égő, felborult kocsik, lőszeres batárok látványát írta le Ney komor jelentésében, Napóleonnak részletezve az elvesztett csatát.

## Következmények
A vjazmai csata a Grande Armée utóvédjének vereségét jelentette, a francia veszteségek e csatában 6000 és 8000 főt tettek ki, beleértve a 4000 hadifoglyot. Az orosz támadás okozta sokk számos francia egységet összezavart, űzött vaddá tett. Ezek az egységek összerendezetlen könnyű célponttá váltak a kozák rajtaütések számára a következő napokban. Az oroszok a csatában csak 1800 főt vesztettek.

## Fordítás
- Ez a szócikk részben vagy egészben  a   Battle of Vyazma című angol Wikipédia-szócikk fordításán alapul.  Az eredeti cikk szerkesztőit annak laptörténete sorolja fel. Ez a jelzés csupán a megfogalmazás eredetét és a szerzői jogokat jelzi, nem szolgál a cikkben szereplő információk forrásmegjelöléseként.